# Biró László Péter
Biró László Péter (Kolozsvár, 1955. augusztus 23. –) Széchenyi-díjas magyar fizikus, író, a Magyar Tudományos Akadémia rendes tagja.

## Élete
1979-ben szülővárosában a Babeș–Bolyai Tudományegyetem Fizika Karán szerzett fizikus diplomát. Már másodéves egyetemista kora óta foglalkozik anyagtudománnyal, előbb egykristályok növesztésével, majd később félvezető vékony rétegek vizsgálatával. Első novelláját 1983-ban publikálta az Igaz Szó Delfin című mellékletében, azóta több írása jelent meg. 1984-ig Gyergyószentmiklóson dolgozott, majd a kolozsvári Izotóp- és Molekuláristechnológiai Intézet munkatársa lett. 1991 óta él Budapesten, jelenleg az MTA Energiatudományi Kutatóközpont Műszaki Fizikai és Anyagtudományi Intézetének kutatóprofesszora.
1998-ban a Budapesti Műszaki Egyetem mérnökfizikus szakán szerzett PhD fokozatot, majd 2005-ben az MTA doktora lett. 2013-ban a Magyar Tudományos Akadémia levelező, 2019-ben rendes tagjává választották. Szakterülete a a nanoszerkezetek, STM/AFM, a fotonikus kristályok és a bioinspirált anyagok, valamint kutatási területei közé tartozik a nanoarchitektúrák előállítása és jellemzése is. 2018-ban a szén alapú nanoszerkezetek és nanoarchitektúrák kutatásában elért, széles körű nemzetközi elismerést kiváltó eredményei, a nanométeres skálájú anyagtudomány hazai meghonosításában játszott szerepe, valamint iskolateremtő oktatói tevékenysége elismeréseként Széchenyi-díjat kapott.

## Díjai, elismerései
- Fizikai Szemle Nívódíj (2004)
- Gyulai Zoltán-díj (2006)
- Akadémiai Díj (2011)
- Széchenyi-díj (2018)